# Hon
Hon (Wierch nad Majdanem; 820 m n.p.m.) – szczyt w Bieszczadach Zachodnich, w paśmie Wysokiego Działu, na terenie Ciśniańsko-Wetlińskiego Parku Krajobrazowego.
Jest niewybitną kulminacją będącą zakończeniem głównego grzbietu Wysokiego Działu na południowym wschodzie. Następnym ważnym szczytem w tym grzbiecie jest Osina (963 m n.p.m.). Hon góruje nad miejscowościami Majdan, dokąd bezpośrednio opada stromy południowy stok, a także Cisną, w kierunku której obniża się końcowy odcinek grzbietu. Wsie te leżą w dolinie Solinki odwadniającej południowe zbocza, natomiast północno-wschodnie stoki opadają do doliny nienazwanego potoku – lewego dopływu Solinki w Cisnej.
Przez wierzchołek wiedzie czerwony szlak pieszy zwany Głównym Szlakiem Beskidzkim, prowadzący na tym odcinku z Cisnej, przez Hon i Wołosań na Chryszczatą, a następnie do Komańczy. Szczyt i stoki z wyjątkiem terenów położonych poniżej 650–700 m n.p.m. w pobliżu Cisnej są zalesione i nie przedstawiają walorów widokowych.
Na północno-wschodnim stoku, na wysokości 663 m n.p.m., powstało w 1986 r. schronisko turystyczne – Bacówka „Pod Honem”, obok którego przebiega szlak turystyczny. Obok znajduje się wyciąg narciarski z trasą zjazdową o długości 700 m i deniwelacji 130 m, docierający na grzbiet na północny wschód od wierzchołka.

## Pieszy szlak turystyczny
Główny Szlak Beskidzki
- z Cisnej 1 h (↓ 0.30 h)
- z Wołosania 1.40 h (↑ 2.20 h), z Komańczy 8 h (↓ 7.50 h)